# Herbert Viefhues
Herbert Viefhues (* 26. Januar 1920 in Dorsten; † 8. März 2004 in Bochum) war ein deutscher Psychiater und ordentlicher Professor für Sozialmedizin, Medizinsoziologie und Medizinethik an der Ruhr-Universität Bochum.
Er war Mitbegründer der Akademie für Ethik in der Medizin e.V. und des Bochumer Zentrums für Medizinische Ethik e.V., Vorreiter der deutschen Sozialmedizin und Bioethik.

## Leben
Nach dem Studium der Medizin (1939 bis 1944), und Facharztausbildung zum Neurologen und Psychiater u. a. bei Ernst Kretschmer, war Viefhues 14 Jahre klinisch tätig, erst als Regierungsmedizinalrat am Landeskrankenhaus Wiesloch/Heidelberg und später als Landesmedizinalrat am Landeskrankenhaus Bonn. 1960 schloss Viefhues als WHO-Fellow an der Universität Edinburgh ein Studium der Sozialmedizin mit dem Grad D.M.S.A. ab und wechselte 1962 als Direktor der Krankenanstalten der Stadt Köln in die Krankenhausverwaltung über. Von 1969 bis 1970 arbeitete er als Stadtmedizinaldirektor beim Gesundheitsamt Köln und wurde 1971 Hochschullehrer für Sozialmedizin an der Fachhochschule Köln. Seit dem 2. April 1973 hatte Viefhues den Lehrstuhl für Sozialmedizin an der Ruhr-Universität Bochum inne, den er bis zu seiner Emeritierung im Februar 1985 besetzte. Von 1980 bis 1982 war er Dekan der dortigen medizinischen Fakultät. Am 21. September 1983 erhielt er das Bundesverdienstkreuz erster Klasse.

## Leistungen
Auf dem Hintergrund seines frühen sozialpsychiatrischen Interesses, trugen seine Publikationen dazu bei, die traditionelle Krankenhausfürsorge zur modernen Krankenhaussozialarbeit zu entwickeln Aufgrund seines langjährigen Einsatzes für die Krankenhaussozialarbeit ernannte die Deutsche Vereinigung für Sozialarbeit im Gesundheitswesen e.V. (DVSG) Viefhues zum Ehrenmitglied.
Als Präsident der Deutschen Gesellschaft für Sozialmedizin und Prävention (1981–1990) setzte er sich besonders ein für die Einführung der Zusatzbezeichnung Sozialmedizin, die 1984 auf dem 87. Deutschen Ärztetag beschlossen und in die Weiterbildungsordnung der Bundesländer aufgenommen wurde. 1990 verlieh ihm die Gesellschaft die Salomon-Neumann-Medaille für besondere Verdienste um die Präventiv- und Sozialmedizin.
Als Hochschullehrer an der Universität Bochum initiierte er zusammen mit dem Philosophen Hans-Martin Sass die Gründung des Zentrums für Medizinische Ethik der Ruhr-Universität (1986), eines interdisziplinären Forums in dem Mediziner, Philosophen, Theologen und Psychologen biomedizinischen Fragen erörterten. U.a. durch die Herausgabe der Bochumer Medizinethischer Materialien wurde das Zentrum zu einer Pionierinstitution der Bioethik in Deutschland. Der Bochumer Medizinethische Arbeitsbogen für die medizinethische Praxis wurde in mehrere Sprachen übersetzt und international rezipiert.

## Schriftenauswahl
- Literatur von und über Herbert Viefhues im Katalog der Deutschen Nationalbibliothek